# Senexefigia
Genre
Senexefigia est un genre fossile d'Orthoptères, de la famille des Tettigoniidae, dans l'ordre des Orthoptera.
Ce genre est monotypique et son espèce type est Senexefigia reticulata.

## Publication
Le genre Senexefigia a été créé en 2015 par Juliana Chamorro-Rengifo (d) et Cristiano Lopes-Andrade (d),.
Selon Paleobiology Database en 2022, ce genre est resté monotypique et son espèce type est Senexefigia reticulata nom recombiné de l'espèce initialement décrite sous le protonyme Agraecia reticulata, et dont l'holotype est conservé au Muséum national d'histoire naturelle de Paris,.

### Ouvrages
- Louis Émile Piton et Nicolas Théobald, Poissons, crustacés et insectes fossiles de l'Oligocène du Puy-de-Mur (Auvergne). Mémoires de la Société des Sciences du Nancy 4:77-123, 1939.

### Publication originale
- (en) Juliana Chamorro-Rengifo et Cristiano Lopes-Andrade, « Taxonomic names, in Reassessment and division of the genus Agraecia Audinet-Serville (Orthoptera: Tettigoniidae: Conocephalinae: Agraeciini) », Zootaxa, Nouvelle-Zélande, vol. 3993,‎ 2015, p. 1-76 (ISSN 1175-5334).